# Baotou Steel
Baotou Iron and Steel Group eller Baotou Steel er en statsejet kinesisk jern- og stålproducent med hovedkvarter i Baotou, Indre Mongoliet. Virksomheden blev reorganiseret i 1998 fra Baotou Iron and Steel Company etableret i 1954.
Datterselskabet Inner Mongolia Baotou Steel Union (SSE: 600010) blev etableret og børsnoteret på Shanghai Stock Exchange i 1997.